# Communauté d'agglomération de Moulins
La communauté d'agglomération de Moulins (sigle « CAM » et nommée « Moulins communauté ») est une ancienne communauté d'agglomération française, située dans le département de l'Allier en région Auvergne-Rhône-Alpes.

## Historique
La communauté d'agglomération a été créée le 27 novembre 2000, avec prise d'effet le 31 décembre 2000, avec vingt-trois communes : Aubigny, Aurouër, Avermes, Bagneux, Besson, Bresnay, Bressolles, Chapeau, Chemilly, Chézy, Coulandon, Gennetines, Montbeugny, Montilly, Neuilly-le-Réal, Neuvy, Saint-Ennemond, Souvigny, Toulon-sur-Allier, Trévol, Villeneuve-sur-Allier et Yzeure.
Le 1er janvier 2002, les communes de Bessay-sur-Allier et Gouise rejoignent Moulins Communauté ; Marigny est la 26e commune depuis 2003.
Le schéma départemental de coopération intercommunale de l'Allier prévoyait le remaniement de toutes les intercommunalités du département : la communauté d'agglomération de Moulins fusionnera avec les communautés de communes du Pays de Chevagnes en Sologne Bourbonnaise et du Pays de Lévis en Bocage Bourbonnais. Adopté en mars 2016, le Schéma départemental de coopération intercommunale (SDCI) maintient cette fusion en incluant les communes nivernaises de Dornes et Saint-Parize-en-Viry.
La communauté d'agglomération fusionne avec les deux communautés de communes précitées et est élargie aux deux communes nivernaises pour former la communauté d'agglomération « Moulins Communauté », créée par arrêté préfectoral du 5 décembre 2016.

### Liste des présidents
| Période                                  | Période | Identité              | Étiquette | Qualité          |
| ---------------------------------------- | ------- | --------------------- | --------- | ---------------- |
| Les données manquantes sont à compléter. |         |                       |           |                  |
| 2000                                     | 2016    | Pierre-André Périssol | UMP       | Maire de Moulins |

## Territoire communautaire

### Géographie
Située au nord du département de l'Allier, dans la nouvelle région Auvergne-Rhône-Alpes, la communauté d'agglomération de Moulins est placée au carrefour de la Route Centre-Europe Atlantique (RCEA, route nationale 79) et de la route nationale 7 (commune de Toulon-sur-Allier). Cependant, les accès autoroutiers (A71 et A77) sont très éloignés et nécessitent en réalité d'être empruntés via les deux routes nationales précitées.
Moulins Communauté est aussi au cœur des liaisons ferroviaires notamment vers Paris et l'arc atlantique.
L'intercommunalité est limitrophe avec les communautés de communes du Pays de Chevagnes en Sologne Bourbonnaise à l'est, de Val de Besbre - Sologne Bourbonnaise et de Varennes-Forterre au sud-est, en Pays Saint-Pourcinois au sud, Bocage Sud au sud-ouest, en Bocage Bourbonnais à l'ouest, du Pays de Lévis en Bocage Bourbonnais au nord-ouest, et dans le département limitrophe de la Nièvre, du Nivernais Bourbonnais, Sologne Bourbonnais-Nivernais et du Sud-Nivernais.

### Composition
La communauté d'agglomération était composée des vingt-six communes suivantes :
| Nom                   | Code Insee | Gentilé       | Superficie (km2) | Population (dernière pop. légale) | Densité (hab./km2) |
| --------------------- | ---------- | ------------- | ---------------- | --------------------------------- | ------------------ |
| Moulins (siège)       | 03190      | Moulinois     | 8,61             | 19 762 (2014)                     | 2 295              |
| Aubigny               | 03009      | Aubinois      | 17,14            | 146 (2014)                        | 8,5                |
| Aurouër               | 03011      | Aurouërois    | 27,06            | 416 (2014)                        | 15                 |
| Avermes               | 03013      | Avermois      | 15,60            | 3 859 (2014)                      | 247                |
| Bagneux               | 03015      | Bagnolais     | 24,87            | 322 (2014)                        | 13                 |
| Bessay-sur-Allier     | 03025      | Bessaytois    | 34,60            | 1 375 (2014)                      | 40                 |
| Besson                | 03026      | Bessonnais    | 47,16            | 775 (2014)                        | 16                 |
| Bresnay               | 03039      | Brénaissois   | 23,13            | 376 (2014)                        | 16                 |
| Bressolles            | 03040      | Bressollois   | 23,38            | 1 062 (2014)                      | 45                 |
| Chapeau               | 03054      | Chapeautois   | 33,42            | 228 (2014)                        | 6,8                |
| Chemilly              | 03073      | Chemillyssois | 16,94            | 633 (2014)                        | 37                 |
| Chézy                 | 03076      | Chezissois    | 36,53            | 227 (2014)                        | 6,2                |
| Coulandon             | 03085      | Coulandonnais | 17,06            | 660 (2014)                        | 39                 |
| Gennetines            | 03121      | Gennetinois   | 39,14            | 676 (2014)                        | 17                 |
| Gouise                | 03124      | Gouisards     | 23,12            | 232 (2014)                        | 10                 |
| Marigny               | 03162      | Martignaçais  | 17,24            | 194 (2014)                        | 11                 |
| Montbeugny            | 03180      | Montbeunois   | 32,65            | 697 (2014)                        | 21                 |
| Montilly              | 03184      | Montillyssois | 22,09            | 533 (2014)                        | 24                 |
| Neuilly-le-Réal       | 03197      | Neuillyssois  | 46,97            | 1 466 (2014)                      | 31                 |
| Neuvy                 | 03200      | Neuvyssois    | 19,03            | 1 576 (2014)                      | 83                 |
| Saint-Ennemond        | 03229      |               | 38,08            | 663 (2014)                        | 17                 |
| Souvigny              | 03275      | Souvignyssois | 44,35            | 1 865 (2014)                      | 42                 |
| Toulon-sur-Allier     | 03286      | Toulonnais    | 38,69            | 1 134 (2014)                      | 29                 |
| Trévol                | 03290      | Trévolois     | 40,84            | 1 669 (2014)                      | 41                 |
| Villeneuve-sur-Allier | 03316      | Villeneuvois  | 26,30            | 1 057 (2014)                      | 40                 |
| Yzeure                | 03321      | Yzeuriens     | 43,24            | 13 069 (2014)                     | 302                |

### Démographie
| 1968   | 1975   | 1982   | 1990   | 1999   | 2008   | 2013   |
| ------ | ------ | ------ | ------ | ------ | ------ | ------ |
| 54 480 | 57 047 | 57 538 | 57 062 | 55 129 | 53 685 | 54 226 |

| Hommes | Classe d’âge | Femmes |
| ------ | ------------ | ------ |
| 0,7    | 90 ans ou +  | 1,8    |
| 7,9    | 75 à 89 ans  | 12,2   |
| 17     | 60 à 74 ans  | 17,6   |
| 22     | 45 à 59 ans  | 21,1   |
| 17,9   | 30 à 44 ans  | 16,8   |
| 16,9   | 15 à 29 ans  | 15,3   |
| 17,6   | 0 à 14 ans   | 15,1   |

| Hommes | Classe d’âge | Femmes |
| ------ | ------------ | ------ |
| 0,8    | 90 ans ou +  | 2,1    |
| 9,5    | 75 à 89 ans  | 13,9   |
| 18,6   | 60 à 74 ans  | 18,9   |
| 21,5   | 45 à 59 ans  | 20,4   |
| 17,6   | 30 à 44 ans  | 16,5   |
| 15,2   | 15 à 29 ans  | 13,3   |
| 16,8   | 0 à 14 ans   | 14,9   |

### Économie
La communauté d'agglomération de Moulins (CAM) avait une stratégie de développement économique lisible. En effet, en concertation avec les élus, les partenaires et les entreprises locales, cinq orientations majeures, dans le cadre du contrat d'agglomération, ont été définies pour mener à bien cette mission. Cinq thèmes axés sur la logistique et les services aux entreprises, l'agro-alimentaire, mais aussi la mécanique et l'électromécanique, les métiers d'art et de création et enfin le tourisme historique et de loisir.
Quelques entreprises significatives permettent d'illustrer ces thèmes :
- en logistique : ITM (base Intermarché produits frais), SCA CENTRE (base logistique Leclerc régionale), DESAMAIS (base logistique nationale pour les produits de droguerie), ETAMAT (base logistique nationale militaire pour le matériel roulant), et des entreprises locales Transports Bourrat (logistique et transport), Transports Moulinois (transport et messagerie)
- en agro-alimentaire : PETFOOD (croquettes pour chiens et chats), DELOS (La Compagnie du Biscuit : biscuits cuillers)
- en mécanique et électromécanique : POTAIN (marque du groupe MANITOWOC, fabrique des engins de levage et grues), JPM (du groupe ASSA ABLOY, fabricant des serrures et anti-panique), BOSCH (fabrique des ABS et ESP : systèmes de freinage avec correcteur de trajectoire, et des servos freins)
- enfin pour ce qui est du tourisme et du loisir, l'agglomération de Moulins bénéficie d'une concentration d'équipements d'envergure exceptionnelle : le CNCS (Centre National du Costume de Scène), le musée Anne de Beaujeu, le Centre de l'Illustration, le musée de la Visitation, l'une des dernières rivières sauvages d'Europe, l'Arboretum de la Balaine…

Ses nombreuses infrastructures, voies ferrées, routes, et sa position géographique, proximité avec l'Île-de-France, le Bassin Lyonnais, offrent à la ville une position stratégique indéniable qu'elle souhaite exploiter. C'est un lieu géographiquement central pour la France, situé au carrefour de flux routiers et ferroviaires internationaux Nord-Sud et est-Ouest.
Soutenir les entreprises leaders pour renforcer leur image locale.
Dans les secteurs de la mécanique et de l'électromécanique, la Communauté d'Agglomération de Moulins dispose de leaders nationaux sur son territoire ou son environnement (Bosch, PSA, JPM, Potain, Iveco). Des enseignes qui représentent un grand « poids » dans la balance du développement économique et que la Communauté entend soutenir.
En collaboration avec les responsables de ces sociétés, la CAM travaille au renforcement de l'image locale de ces entreprises afin qu'elles deviennent incontournables auprès de leurs actionnaires. L'idée est de soutenir ces grands noms de la mécanique et de l'électromécanique en participant notamment à tout ce qui peut, dans leur environnement, favoriser leur fonctionnement et leur attache au territoire. Par ailleurs et afin de faciliter les recrutements de ces entreprises, la Communauté d'Agglomération accompagne l'action d'accueil des nouveaux arrivants développés par LOGIL à la CCI de Moulins. Ce service permet de rechercher gratuitement maisons ou appartements pour de nouveaux employés. L'inscription dans les établissements scolaires des enfants fait également partie des missions de LOGIL ainsi que l'intégration associative (clubs locaux sportifs, culturels, etc.).
Le développement touristique est également considéré pour améliorer l'offre touristique et structurer les filières d'activités.
Le schéma local de développement touristique a été présenté le 26 avril 2004. Il compte quatre grands axes avec notamment l'amélioration de l'offre touristique et la structuration des filières d'activités. L'élaboration d'un « itinéraire en pays bourbon » permettra de mieux irriguer les touristes à l'intérieur du territoire, de les inciter à plus consommer mais aussi de rendre notre offre touristique commercialement plus visible à l'extérieur. Le développement du tourisme d'affaires ou lié aux grandes manifestations et le renforcement de l'offre de loisirs sont également mis en avant. Le tourisme représente un enjeu économique important pour l'agglomération et ses 26 communes. En 2002, le chiffre d'affaires était estimé à 65 millions d'euros. Il représente également 1 328 emplois à temps plein.

## Administration

### Siège
Le siège de la communauté d'agglomération est situé à Moulins.

### Les élus
La communauté de communes est gérée par un conseil communautaire composé de 71 membres représentant chacune des communes membres et élus habituellement pour une durée de six ans.
Ils sont répartis comme suit :
| Nombre de délégués | Communes |
| ------------------ | --- |
| 18                 | Moulins |
| 13                 | Yzeure |
| 5                  | Avermes |
| 3                  | Neuvy, Souvigny, Trévol |
| 2                  | Bessay-sur-Allier, Besson, Bressolles, Neuilly-le-Réal, Toulon-sur-Allier, Villeneuve-sur-Allier                                           |
| 1                  | Aubigny, Aurouër, Bagneux, Bresnay, Chapeau, Chemilly, Chézy, Coulandon, Gennetines, Gouise, Marigny, Montbeugny, Montilly, Saint-Ennemond |

Le bureau communautaire est composé de seize membres.

### Présidence
Un conseil communautaire, tenu en 2014, a élu son président, Pierre-André Périssol (maire de Moulins), et désigné ses dix vice-présidents, :
| No | Identité             | Qualité                                         | Délégation                                                             |
| -- | -------------------- | ----------------------------------------------- | ---------------------------------------------------------------------- |
| 1  | Alain Denizot        | Maire d'Avermes                                 | Assainissement                                                         |
| 2  | Guy Charmetant       | Maire de Montbeugny                             | Grands équipements et travaux                                          |
| 3  | Cécile de Breuvand   | Conseillère municipale de Moulins               | Administration générale et personnel                                   |
| 4  | Jean-Michel Laroche  | Conseiller municipal de Bessay-sur-Allier       | Finances                                                               |
| 5  | Jean-Marie Lesage    | Conseiller municipal de Moulins                 | Développement économique                                               |
| 6  | Brigitte Damert      | Conseillère municipale d'Yzeure                 | Politique de la ville                                                  |
| 7  | Jean-Claude Albucher | Maire de Souvigny                               | Tourisme                                                               |
| 8  | Michel Samzun        | Conseiller municipal d'Yzeure                   | Transports                                                             |
| 9  | Sylvie Tardif        | Conseillère municipale de Villeneuve-sur-Allier | Aménagement du territoire, urbanisme, habitat et développement durable |
| 10 | Jacques Lahaye       | Conseiller municipal de Moulins                 | Politiques contractuelles                                              |

### Compétences
L'intercommunalité exerce des compétences qui lui sont déléguées par les communes membres. Comme toute communauté d'agglomération, quatre d'entre elles sont obligatoires :
- développement économique : « création, aménagement, entretien et gestion de zones d'activité industrielle, commerciale, tertiaire, artisanale, touristique, portuaire ou aéroportuaire » et « actions de développement économique d'intérêt communautaire » ;
- aménagement de l'espace : SCOT et schéma de secteur, création et réalisation des zones d'aménagement concerté et organisation des transports urbains ;
- équilibre social de l'habitat : programme local de l'habitat et politique du logement d'intérêt communautaire ;
- politique de la ville : « dispositifs contractuels de développement urbain, local, et d'insertion économique et sociale d'intérêt communautaire » et « dispositifs locaux d'intérêt communautaire de prévention de la délinquance ».

Les autres compétences sont les suivantes :
- assainissement ;
- protection et mise en valeur de l'environnement ;
- gestion des équipements sportifs d'intérêt communautaire ;
- action sociale d'intérêt communautaire ;
- « accompagnement d'actions d'implantation et de développement de l'enseignement supérieur par le biais de conventions à conclure entre l'État et les autorités académiques » ;
- « protection de la santé des sportifs » ;
- gestion du parc automobile (véhicules électriques et hybrides rechargeables).

### Régime fiscal et budget
La communauté d'agglomération applique la fiscalité professionnelle unique.
En 2015, le budget de la communauté d'agglomération s'élevait à 62,6 millions d'euros. Une grande partie de ce budget est consacrée à l'investissement dans différents domaines : développement économique et touristique (dont le LOGIPARC 03, les zones d'activités ou le centre routier de Toulon-sur-Allier), les équipements sportifs et culturels, l'assainissement, le logement, les déplacements, etc.

## Projets et réalisations
- Construction d'un deuxième pont, face à la saturation du pont Régemortes franchissant la rivière Allier, reliant les rives droite et gauche de Moulins[15].

### Sources
- SPLAF (Site sur la Population et les Limites Administratives de la France)
- Fiche de la communauté d'agglomération dans la base nationale sur l'intercommunalité